# Space Dream
Space Dream ist ein Schweizer Musical von Harry Schärer und Peter Schwinger. Es wurde acht Jahre lang in Baden und Winterthur aufgeführt. Space Dream ist das bekannteste und erfolgreichste Musical der Schweizer Geschichte. Die Uraufführung fand 1994 anlässlich der Gewerbeausstellung MEGA in Berikon statt. Aufgrund des Erfolges erfolgte eine Fortsetzung ein Jahr darauf in Baden in einer professionellen Version. Space Dream wurde auch im Hangar II des Flughafens Berlin-Tempelhof und in der City Halle auf dem Sulzer-Areal in Winterthur aufgeführt.
Am 2004 wurde in Winterthur mit dem zweiten Teil Space Dream SAGA II – Mystarium das erfolgreiche Musical fortgesetzt. Schliesslich folgte 2006 mit Space Dream SAGA III – Das Geheimnis von Nenyveh auch der dritte Teil wiederum in der City Halle Winterthur. Nach 14 Jahren und über 1500 Shows fand am 26. April 2008 die letzte Vorstellung der Weltraum-Trilogie statt. Das Musical kann mit über einer Million Besucher als die erfolgreichste Schweizer Produktion bezeichnet werden. Von Oktober 2010 bis Mai 2011 wurde Space Dream – das Original wieder in der City Halle Winterthur aufgeführt. Der Veranstalter Think Musicals AG musste danach Konkurs anmelden.
Im Jahr 2021 war eine Neuauflage in Mundart geplant, wurde aber wegen der Corona-Pandemie um ein Jahr verschoben. Die Premiere der Neuinszenierung fand schliesslich am 10. März 2022 statt. Das Musical unter der Regie von Rolf Sommer, das bis 15. Mai 2022 lief, wurde erstmals in Schweizerdeutsch aufgeführt. Sommer war auch für die Übersetzung von Deutsch und Englisch in Mundart besorgt. Der bekannteste Song «Look to the Stars» wurde so zu «Flüg eifach los». Space Dream wurde erstmals in Zürich aufgeführt; als Spielstätte diente die Maag Halle.

## Aufführungsorte Space Dream Trilogie
- 1994/1995: Space Dream
Aufführungen:
- Berikon (anlässlich der Gewerbeausstellung Mega): (nicht professionelle) Uraufführung 15. April 1994[5]
- Baden (in einer leerstehenden Industriehalle der ABB): Premiere 1. März 1995 (bis 2000)
- Berlin (in einem umgebauten Hangar des Flughafens Tempelhof): 1997[6]
- Winterthur, City Halle: 2001 bis 2011 (mit Unterbrüchen)[7]
- Zürich, Maag-Halle: Premiere 10. März 2022 (bis 15. Mai 2022),  auf Schweizerdeutsch
- 2004: Space Dream – Mystarium (Saga 2)
Uraufführung: 14. Oktober 2004
Winterthur, City Halle
- 2006: Space Dream – Das Geheimnis von Nenyveh (Saga 3)
Uraufführung: 9. November 2006
Winterthur, City Halle

## Original Besetzung Schweiz (Original Cast Switzerland)
- Roman Riklin (Rodin)
- Monica Quinter (Reachel)
- Stephan Bollinger (Roboto)
- Izabela Baran (Macchina)
- Gabriela Urben (Solara)
- Daniel Stüssi + Jürg Peter (Könige)

## Premiere Besetzung Berlin, Deutschland (Premiere Cast Berlin Germany)
- Roman Riklin (Rodin)
- Monica Quinter (Reachel)
- Stephan Bollinger (Roboto) / John Davis (Roboto)
- Judy Weiss (Macchina)

## Besetzung Mundartfassung (Schweizerdeutsch)
- Adrian Burri (Rodin)
- Laura Aubert (Reachel)
- Lucca Kleimann (Roboto)
- Deliah Stuker (Macchina)
- Sandra Bitterli (Sira)
- Marc Früh (Kai)
- Patrick Imhof (Aquilon)
- Patricia Hodell (Rava)
- Sarah Madeleine Kappeler (Solara)
- Sandra Leon (Mega)
- Jochen Schaible (WD40)

Im Ensemble: Nadine Zemp, Olivia Limina, Kim Lemmenmeier, Nicole Matter, Anja Quinter, Lars Wandres, Davide Romeo, Nathanaël Mägli, Sven Geiger, Tim Hunziker, Maja Xhemaili-Luthiger, Maura Oricchio

## Auszeichnungen
1995: Prix Walo in der Kategorie Theater & Musical-Produktionen.